# Jamski tempelj Sokguram
Jamski tempelj Sokguram (korejsko 석굴암; handža: 石窟庵) je puščavniški kompleks in del tempeljskega kompleksa Bulguksa v Gjongdžuju v Južni Koreji. Oba templja sta na gori Tohamsan, čeprav ju loči približno 3 kilometre. Jama gleda na Vzhodnokitajsko morje in leži na 750 m nadmorske višine. Leta 1962 je bila razglašena za 24. narodni zaklad Južne Koreje. Leta 1995 je bila Seokguram skupaj s templjem Bulguksa vpisana na seznam Unescove svetovne dediščine. V njem so predstavljeni nekateri najboljši budistični kipi na svetu.
Jamo Sokguram naj bi zgradil Kim Desong in se je prvotno imenovala Sokbulsa (korejsko 석불사; dobesedno 'Kamniti Budov tempelj'). Gradnja se je začela leta 742 ali 751, med kulturnim vrhuncem Združenega kraljestva Sila. Jamo je dvor Sila dokončal leta 774, kmalu po Kimovi smrti.
Jama je trenutno ena najbolj znanih kulturnih destinacij v Južni Koreji. Posebej priljubljen je ogled sončnega vzhoda nad morjem, ki je viden iz bližine sedečega Bude.

## Arhitektura
Tradicija vklesavanja podob Bude v kamen, svetih podob in stup v pečine in naravne jame se je začela v Indiji, kjer so ljudje risali svoje bogove v skalo in izdelovali kipe. Ta praksa se je prenesla na Kitajsko in nato v Korejo. Geologija Korejskega polotoka, ki vsebuje obilo trdega granita, ni ugodna za vklesavanje kamnitih podob v pečine.
Osnovna postavitev jame vključuje obokan vhod, ki vodi v pravokotno predsobo, nato pa v ozek hodnik, obdan z basreliefi, ki končno vodi v glavno rotundo. Osrednji del granitnega svetišča je kip Bude, ki sedi v glavni sobi. Identiteta Bude je še vedno predmet razprav. Buda sedi na lotosovem prestolu s prekrižanimi nogami. Budo v rotundi obdaja petnajst plošč bodhisatev, arhatov in staroindijskih bogov, v nišah vzdolž stene rotunde pa ga spremlja deset kipov. V jami je štirideset različnih figur, ki predstavljajo budistična načela in nauke. Jama je bila zgrajena okoli teh kipov, da bi jih zaščitila pred vremenskimi vplivi. Strop jame Sokguram je okrašen s polmeseci; vrh je okrašen z lotosovim cvetom. Sila arhitekti so uporabili simetrijo in očitno koncept zlatega pravokotnika.
Jama je oblikovana iz stotin različnih granitnih kamnov. Pri njeni gradnji ni bila uporabljena malta; konstrukcijo držijo skupaj kamniti klini. Pri gradnji jame je bilo uporabljeno tudi naravno prezračevanje. Kupola rotunde ima premer od 6,84 metra do 6,58 metra.
Jama Sokguram simbolizira duhovno potovanje v Nirvano. Romarji naj bi začeli v Bulguksi ali ob vznožju Tohamsana, svete gore Sila.

### Kip v jami
Glavni Buda v jami je zelo cenjeno delo budistične umetnosti. Visok je 3,5 metra in stoji na 1,34 metra visokem podstavku iz lotosa. Buda je realistične oblike in verjetno predstavlja Bude Sokgamoni (Šakjamuni); položaj Budovih rok simbolizira razsvetljenje. Buda ima usnišo (izboklina na vrhu glave), simbol modrosti. Draperija na Budi, kot so pahljačaste gube na prekrižanih nogah Bude, ponazarja korejske interpretacije indijskih prototipov. Za razliko od drugih Bud, ki imajo na zadnji strani glave pritrjen halo, Buda v Sokguramu ustvarja iluzijo haloja tako, da na zadnjo steno rotunde postavi granitni okrogel kip, izrezljan z lotosovimi cvetnimi listi. Podstavek je sestavljen iz treh delov; zgornji in spodnji del sta izrezljana z lotosovimi cvetnimi listi, osrednji steber pa je sestavljen iz osmih stebrov.
Glavni Buda je v reliefu upodobljen s tremi bodhisatvami, desetimi učenci in dvema hindujskima bogovoma vzdolž stene rotunde. Deset kipov bodhisatev, svetnikov in vernikov je v nišah nad reliefi. Deset učencev je bilo Šakjamunijevih učencev in so postavljeni po pet na vsaki strani Avalokitešvare. Njihove poteze kažejo na grški vpliv. Dve bodhisatvi sta Manjušrija in Samantabhadre. Dva hindujska bogova sta Brahma in Indra.
Štirje nebeški kralji varujejo hodnik. Na stenah vhoda v hodnik v predsobi so tudi podobe Vadžrapanijev, ki so varuhi. Predsobo krasi osem božanstev varuhov.
Druga pomembna figura je Avalokitešvara z enajstimi obrazi, Bodhisatva sočutja. Je na zadnji steni rotunde in je visok 2,18 metra. Ta figura je edina od reliefov, ki je obrnjena naprej; ostali so obrnjeni vstran. Avalokitešvara nosi krono, oblečen je v oblačila in nakit ter drži vazo z lotosovim cvetom. 

## Rekonstrukcija
Zaradi dolgih obdobij zanemarjanja in številnih prenov se med znanstveniki porajajo številna vprašanja o podrobnostih, kot so natančna postavitev prvotne jame, stavbe v Bulguksi ali oblika vodotoka, ki ga ni več, pred templjem.
Popravila in izboljšave so bile izvedene v letih 1703 in 1758, v obdobju Čoson. Vendar so konfucijansko usmerjeni vladarji zatrli budizem in oddaljena gorska jama je bila do preloma 20. stoletja resno poškodovana. Generalni vladni urad Čosen je trikrat izvedel obnovitvena dela, vendar se je soočil z vlago in drugimi težavami.
Japonska je prvi krog popravil izvedla med letoma 1913 in 1915. Ta popravila so bila izvedena brez zadostne preučitve strukture jame. Med japonskimi čistilnimi prizadevanji je bila struktura jame skoraj v celoti razstavljena in ponovno sestavljena. Velika napaka, ki so jo storili Japonci, je bil njihov poskus stabilizacije strukture z oblaganjem z betonom, kar je bila takrat še najnaprednejša tehnologija. To je povzročilo kopičenje vlage in puščanje vode ter erozijo skulptur, ker jama ni mogla več 'dihati'. Leta 1917 so nad kupolo zakopali drenažne cevi, da bi odvajali deževnico stran od jame. Ker pa je puščanje kljub cevem še naprej trajalo, je bil med letoma 1920 in 1923 izveden še en krog popravil. Na površino betona je bil nanesen vodoodporen asfalt, kar je težavo le še poslabšalo. Nastala sta mah in plesen, leta 1927 pa so za čiščenje skulptur uporabili danes nepredstavljivo metodo brizganja vroče pare.
Po drugi svetovni vojni, v 1960-ih, je predsednik Park Čung He odredil obsežen obnovitveni projekt. Problem nadzora temperature in vlažnosti je bil do neke mere rešen z uporabo mehanskih sistemov. Lesena nadgradnja, zgrajena nad predprostorom, ostaja predmet razprav mnogih zgodovinarjev, ki verjamejo, da Sokguram prvotno ni imel takšne strukture, ki bi blokirala pogled na sončni vzhod nad oceanom in prekinjala pretok zraka v jamo.
Notranjost jame si je zdaj mogoče ogledati le skozi stekleno steno, ki je nameščena za zaščito pred številnimi turisti, ki jih privablja, in temperaturnimi spremembami.

## Galerija
- Pogled na Budo Šakjamuni od spredaj
- Fotografija jame, posneta nekje pred projektom obnove, ki ga je leta 1923 posnela generalna vlada Čosen
- Detajl obraza Bude v jami Sokguram
- Zunaj dostopa do jame
- Vhod v jamo